# Friedrich Ettel
Friedrich Ettel (* 8. Juni 1890 in Zürich; † 12. März 1941 in Berlin-Charlottenburg) war ein Schweizer Schauspieler.

## Leben
Friedrich Ettel beendete 17-jährig seine Schulzeit und tingelte zunächst über die Dörfer Ostpreußens, Mecklenburgs und Thüringens. Sein erstes größeres Festengagement trat er 1908 im ostpreußischen Allenstein an. In der Spielzeit 1909/10 trat er in Wilhelmshaven auf, 1910 ging er ans Münchner Volkstheater. 1911 wechselte Ettel ans Deutsche Theater von St. Petersburg, ehe der inzwischen naturalisierte Deutsche im Jahr darauf zum Militär (Dienstzeit in Gießen) eingezogen wurde.
In der Spielzeit 1913/14 folgte Friedrich Ettel einer Verpflichtung nach Plauen, doch bereits ein Jahr später, bei Ausbruch des Ersten Weltkrieges, kehrte Ettel zu den Waffen zurück. Bereits 1915 wieder entlassen, wirkte er bis 1920 am Dortmunder Stadttheater. Von 1920 bis 1927 trat Ettel am Frankfurter Schauspielhaus auf.
Nach zwei Spielzeiten an den Städtischen Bühnen in Essen (1927–1929), wo er sich erstmals einen Namen mit Hauptrollen (Danton, Shylock, Mephisto) machte, folgte Ettel 1929 einer Verpflichtung an die Barnowsky-Bühnen in Berlin.
Unter Max Reinhardts Intendanz bzw. unter seiner und Gustaf Gründgens’, Heinz Hilperts und Hans Deppes Regie erhielt Ettel von 1930 bis 1932 am Deutschen Theater eine Reihe von mehr oder weniger gewichtigen Nebenrollen, so auch in den Inszenierungen Der Kaiser von Amerika, Der Streit um den Sergeanten Grischa, 1914, Ein Sommernachtstraum, Der Hauptmann von Köpenick und Dienst am Kunden. Seine letzte Verpflichtung kurz vor seinem Tod führte ihn ans Theater am Nollendorfplatz.
Unmittelbar nach seiner Ankunft in Berlin, zum Ende der Stummfilmzeit, gewann das Kino an Bedeutung in Friedrich Ettels Leben. Dabei führte er dort wie bereits zuvor auf den Bühnenbrettern ein typisches Kleindarsteller-Dasein. Ettel verkörperte Gast- bzw. Spelunkenwirte in Einer zuviel an Bord, Schützenkönig wird der Felix und Hermine und die sieben Aufrechten, einen Prior in Zwei Krawatten, einen Leutnant in Die andere Seite, einen Apotheker in Die Koffer des Herrn O. F., einen Arzt in Schloß Vogelöd, einen General in Schwarzer Jäger Johanna, einen Feldwebel in Die vier Musketiere, einen Industriellen in Der Springer von Pontresina, einen Notar in Drei tolle Tage, einen Metzger in Am Abend auf der Heide, einen Dorfschulze in Der Ammenkönig und einen Schiffer in Familienanschluß, seine letzte Filmrolle.

## Filmografie
- 1929: Der Weg durch die Nacht
- 1929: Ludwig der Zweite, König von Bayern
- 1930: Zwei Krawatten
- 1930: Zwei Menschen
- 1931: Die andere Seite
- 1931: Die Koffer des Herrn O. F.
- 1931: Schneider Wibbel
- 1931: Panik in Chicago
- 1931: Luise, Königin von Preußen
- 1932: Husarenliebe
- 1932: Tannenberg
- 1932: Unmögliche Liebe
- 1932: Trenck
- 1932: Kavaliere vom Kurfürstendamm
- 1932: Acht Mädels im Boot
- 1933: Ein gewisser Herr Gran
- 1933: Lachende Erben
- 1933: Polizeiakte 909 (Taifun)
- 1933: Der Traum vom Rhein
- 1933: Schleppzug M 17
- 1933: Glück im Schloß
- 1933: Es gibt nur eine Liebe
- 1933: Zwei gute Kameraden
- 1933: Eine wie du
- 1933: Schüsse an der Grenze
- 1934: Der Springer von Pontresina
- 1934: Gold
- 1934: Grüß’ mir die Lore noch einmal
- 1934: Schwarzer Jäger Johanna
- 1934: Wilhelm Tell
- 1934: Hermine und die sieben Aufrechten
- 1934: Heinz im Mond
- 1934: Schützenkönig wird der Felix
- 1934: Die vier Musketiere
- 1935: Einer zuviel an Bord
- 1935: Der Ammenkönig
- 1936: Schloß Vogelöd
- 1936: Der Dschungel ruft
- 1937: Oh, diese Ehemänner
- 1938: Andalusische Nächte
- 1938: Großalarm
- 1938: Heiratsschwindler
- 1938: Das Verlegenheitskind
- 1939: Die Stimme aus dem Äther
- 1939: Rheinische Brautfahrt
- 1940: Die 3 Codonas
- 1940: Friedrich Schiller – Triumph eines Genies
- 1940: Feinde
- 1941: Am Abend auf der Heide
- 1941: Familienanschluß

## Theater
- 1930: Eduard Knoblauch: Der Faun – Regie: Paul Henkels (Lessingtheater Berlin)